# Luciano José Cabral Duarte
Dom Luciano José Cabral Duarte (Aracaju, 21 de janeiro de 1925 - 29 de maio de 2018) foi um religioso católico brasileiro, arcebispo emérito de Aracaju.

## Biografia
Dom Luciano é filho de José de Góes Duarte e Célia Cabral . Foi batizado na Catedral Diocesana , em Aracaju, no dia 7 de fevereiro de 1925.
Estudou na Escola de Aprendizes Artífices, depois Escola Técnica, hoje IFS, antes de ingressar no Seminário Menor do Sagrado Coração de Jesus, aos 11 anos. Sempre foi o primeiro colocado na turma. Em 1942, mudou-se para o Seminário de Olinda, em Pernambuco. Em fevereiro de 1945 transferiu-se para São Leopoldo (Rio Grande do Sul) onde concluiu os estudos eclesiásticos necessários para se tornar padre.
Foi ordenado sacerdote pelas mãos de Dom Fernando Gomes dos Santos, então bispo de Penedo, no dia 18 de janeiro de 1948.
Padre Luciano iniciou suas atividades de sacerdote na Igreja do São Salvador.
Viveu recluso em sua residência em Aracaju, devido ao seu frágil estado de saúde, até falecer na tarde de 29 de maio de 2018, aos 93 anos de idade.

## Lema
"Scio Cui Credidi" (Sei em quem acreditei).

## Obras publicadas
- Europa, Ver e Olhar. Aracaju : Sociedade de Cultura Artística De Sergipe/Livraria Regina, 1960
- Europa e Europeus. São Paulo: Livraria Edurora Flamboyant, 1961 (reedição de Europa, ver e Olhar)
- Viagem aos Estados Unidos. Aracaju: Sociedade Artística de Sergipe/ Livraria Regina, 1962
- Índia a Vôo de Pássaro. Aracaju: Sociedade Artística de Sergipe/Livraria Regina, 1970
- Estrada de Emaús. Petrópolis, RJ: Editora Vozes Ltda., 1971
- A Igreja às Portas do Ano 2000
- "La Nature de l'intelligence dans le thomisme et dans la philosophie de Hume"(Tese de doutorado em Filosofia, na Sorbone)

## Atividades exercidas

### Antes do Episcopado
- Assistente Eclesiástico da Juventude Universitária Católica
- Diretor Espiritual do Seminário Menor de Aracaju
- Presidente da Câmara de Ensino Superior do Conselho Estadual de Educação, Liderando o trabalho para a constituição da Fundação Universidade Federal de Sergipe
- Enviado Especial para a cobertura das Sessões do Concílio Vaticano II e para a cobertura do Congresso Internacional Eucarístico de Bombaim.

### Durante o Episcopado
- Bispo Auxiliar de Aracaju (1966-1971)
- Presidente Nacional do MEB (1971-1977)
- Membro do Conselho Federal de Educação (1974-1986)
- Presidente do Departamento de Ação Social do "CELAM" (1972-1978)
- Membro da Comissão de Pastoral da CNBB (1971-1974)
- Primeiro Vice-Presidente do CELAM (1979-1983)
- Arcebispo de Aracaju  (1971-1998).